# João Alfredo (político)
João Alfredo Telles Melo (Fortaleza, 20 de novembro de 1958) é um professor, advogado e político brasileiro.

## Biografia

### Início da carreira acadêmica e profissional
Como estudante de Direito, atuou no movimento estudantil universitário, fazendo parte do Diretório Central dos Estudantes e do Centro Acadêmico Clóvis Beviláqua da Universidade Federal do Ceará em Fortaleza no final da década de 1970.
Em 1978, ingressou como analista no Tribunal de Contas dos Municípios do Ceará, onde ficou por mais de uma década. Trabalhou como assessor jurídico do Sindicato dos Trabalhadores Rurais de 1982 a 1986.

### Na política
Filiou-se ao Partido dos Trabalhadores em 1980, disputou o posto de deputado estadual do Ceará pela primeira vez em 1986, recebeu 9.588 e foi eleito.
Em 1990 concorreu ao governo do estado do Ceará e recebeu 185.482 votos, não sendo eleito.
Voltou à Assembleia Legislativa do Ceará em 1995, ao ser eleito deputado estadual nas eleições estaduais de 1994 com 15.961 votos. Foi reeleito em 1998 com 34.735 votos.
Foi eleito com 55 votos deputado federal pelo Ceará em 2002. Em 2005 deixou o PT e filiou-se ao recém criado Partido Socialismo e Liberdade, no qual concorreu a reeleição em 2006, mas não obteve a vitória. Em 2010 foi candidato a deputado estadual, e não foi eleito.
No pleito municipal de Fortaleza de 2008 foi eleito vereador, cargo ao qual foi reeleito em 2012. Em 2016 concorreu a prefeito de Fortaleza e não foi eleito.
Um dos primeiros integrantes do PT Nacional, João Alfredo foi deputado estadual por três legislaturas (1987-1991/ 1995-1999/ 1999-2003, PT) e deputado federal por uma (2003-2007, PT).
Candidatou-se a deputado federal em 2006 e a estadual em 2010 pelo PSOL. Exerceu a função de vereador em Fortaleza duas vezes, em 2008 e 2012. Foi eleito em 2008 como vereador mais votado da cidade (14.917 votos) e em 2012 foi o terceiro mais votado com 20.222.
Dentro do PSOL, integrou uma corrente interna denominada Insurgência. Em 2016, concorreu à prefeitura de Fortaleza pelo PSOL, mas não teve um resultado expressivo, afastando-se das disputas eleitorais.

### Desempenho parlamentar
Quando deputado federal João Alfredo se destacou por ter sido o relator da "CPI da Terra". Como vereador em Fortaleza foi autor de leis importantes como a "Lei de proteção das dunas do Cocó" (9502/09), "Lei do sistema cicloviário" (9701/10) e a "Lei que proibe uso de transgênicos na merenda escolar" (0114/09).

### Atuação profissional
Fundou e presidiu o Instituto Ambiental de Estudos e Assessoria (1991). Foi consultor no Brasil do Greenpeace.
Atualmente, é superintendente do Instituto do Desenvolvimento Agrário do Ceará (Idace).